# سيلفانو راجيو غاريبالدي
سيلفانو راجيو غاريبالدي (بالإيطالية: Silvano Raggio Garibaldi)‏ (مواليد 27 أبريل 1989 ب‌كيافاري في إيطاليا - ) هو لاعب كرة قدم إيطالي في مركز خط الوسط. شارك مع منتخب إيطاليا تحت 18 سنة لكرة القدم ومنتخب إيطاليا تحت 19 سنة لكرة القدم ومنتخب إيطاليا تحت 20 سنة لكرة القدم. أما مع النوادي، فقد لعب مع نادي بيزا ونادي جنوى ونادي مانتوفا وسورينتو كالتشيو ‏ ونادي فيرتوس إينتيلا ونادي غوبيو.

## وصلات خارجية
- سيلفانو راجيو غاريبالدي على موقع قاعدة بيانات كرة القدم.إي يو (الإنجليزية)
- سيلفانو راجيو غاريبالدي على موقع Soccerway.com (الإنجليزية)
- سيلفانو راجيو غاريبالدي على موقع عالم كرة القدم.نت (الإنجليزية)